# 마르쿠스 테렌티우스 바로

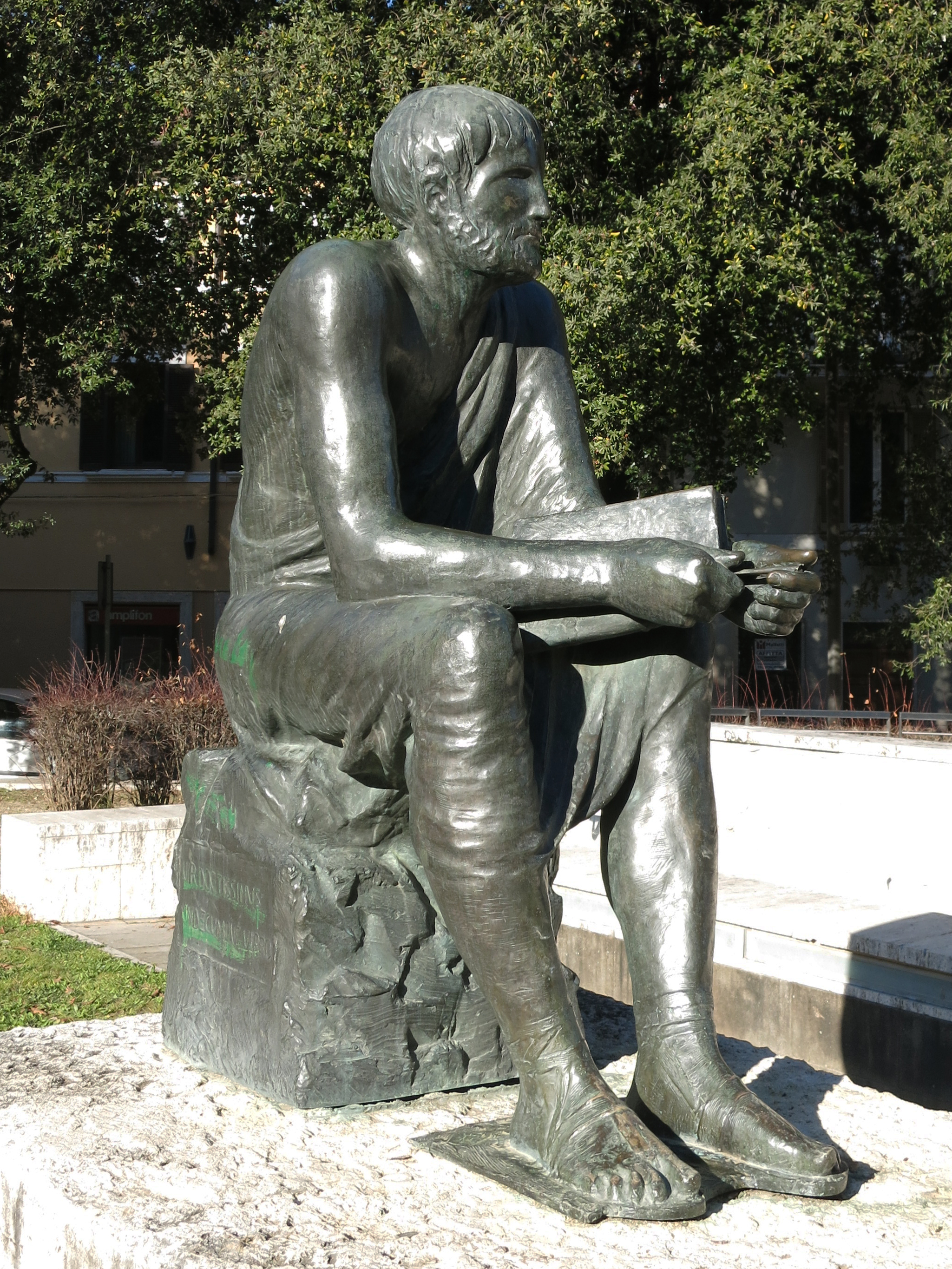

마르쿠스 테렌티우스 바로(라틴어: Marcus Terentius Varro 마르쿠스 테렌티우스 와로[*], 기원전 116년 ~ 기원전 27년)은 고대 로마의 문학가이다. 공화정 말기의 내란에서 반 카이사르 입장을 취했으나 카이사르 사후에는 조용한 연구로 여생을 보냈다. 지리·고대학·법률·철학 등 광범위한 분야에 걸쳐 600권이 넘는 저작을 공간했으나 현재는 <농사론> <라틴어론>(일부), <풍자기>(일부)가 전해질 따름이다. 그 가운데서도 <농사론>은 제명에도 불구하고(특히 서문은) 기지가 넘치고 있어 재미있다.

## 같이 보기
- Antiquitates rerum humanarum et divinarum